# Vremenska geografija
Vremenska geografija ili vremensko-prostorna geografija vuče svoje korijene iz rada švedskog geografa Torstena Hägerstranda koji je isticao vremenski faktor u prostornim ljudskim djelatnostima. Vremensko-prostorni put, kojeg je osmislio Hägerstrand, pokazuje kretanje pojedinca u prostorno-vremenskoj sredini s ograničenjima koje na pojedinca ostavljaju ta dva faktora. Tri kategorije ograničenja koja je identificirao Hägerstrand jesu:
1. Autoritet - ograničenje pristupa određenim mjestima ili domenama koje pojedincima postavljaju vlasnici ili vlast.
2. Sposobnost - ograničenja u kretanju pojedinaca temeljena na njihovoj prirodi. Primjerice, kretanje je ograničeno biološkim faktorima poput nagona za hranom, pićem i spavanjem.
3. Sprega - ograničenje pojedinca koje ga veže za lokaciju dok se nalazi u interakciji s drugim pojedincima radi ispunjavanja nekog zadatka.

Metode pripisane vremenskoj geografiji našle su se pod kritikom brojnih postmodernističkih i feminističkih geografa.